# Alansmia dependens
Alansmia dependens är en stensöteväxtart som först beskrevs av Bak., och fick sitt nu gällande namn av Moguel och M. Kessler. Alansmia dependens ingår i släktet Alansmia och familjen Polypodiaceae. Inga underarter finns listade.